# Q (James Bond)
Q es un personaje ficticio en los filmes y las novelas de James Bond. Q (inicial de «Quartermaster», es decir, intendentes A), al igual que M, más que un nombre es en realidad un título de trabajo. Q es la cabeza de Q Branch, una división de investigación y desarrollo del Servicio Secreto Británico. El personaje tiene una presencia muy fugaz en las novelas de Ian Fleming, mientras que en la serie fílmica tiene más importancia. También es mencionado en las novelas de John Gardner y Raymond Benson. El personaje de Q (a veces no siempre identificado como tal) ha aparecido en todas las películas de la saga de Eon con la excepción de Vive y deja morir, Casino Royale y Quantum of Solace. El personaje también apareció en las películas Bond no producidas por Eon Casino Royale (1967) y Nunca digas nunca jamás.

## Novelas
El personaje no aparece en las novelas de Fleming, aunque las dos primeras novelas de Fleming se refieren a él; en las subsiguientes novelas de Fleming, se menciona solamente la «rama Q». El personaje de «Q» aparece sin embargo en las novelizaciones de Christopher Wood, John Gardner y Raymond Benson.
En las novelas de John Gardner, el puesto de Q es tomado por Ann Reilly, quien también forma una relación con Bond. Se supone que ocupó el puesto por un tiempo corto solamente, porque las novelas de Raymond Benson regresan a Boothroyd al puesto sin explicación.
Charles Fraser-Smith es ampliamente reconocido como la inspiración para Q debido a los gadgets de espionaje que construyó para el Special Operations Executive. Estos fueron llamados «dispositivos Q», por los buques-Q de la Royal Navy en la Primera Guerra Mundial. En las novelas de Fleming son frecuentes las referencias a Q y a las «rama Q» con frases como «vea a Q para cualquier equipo que necesite» (Casino Royale) y «todo eso lo manejaría la rama Q» (Diamantes para la eternidad), con una referencia a los «artesanos de Q» en Desde Rusia con amor.

### Mayor Boothroyd
En la sexta novela, Dr. No, el armero de servicio mayor Boothroyd aparece por primera vez. Fleming le dio al personaje ese nombre en honor a Geoffrey Boothroyd, un experto en armas de fuego que vivió en Glasgow, Escocia. Él había escrito al novelista sugiriendo que Bond no estaba usando las mejores armas de fuego disponibles.

## Películas

### Eon Productions

#### Peter Burton y Desmond Llewelyn: 1962–99
En las películas, Major Boothroyd aparece por primera vez en Dr. No y luego en Desde Rusia con amor, aunque interpretado por diferentes actores. Desmond Llewelyn afirmó que aunque fue acreditado como «Mayor Boothroyd», la línea original hablada por M, «Pídale al Mayor Boothroyd que entre» fue sustituida con «el armero» ya que el director Terence Young declaró que Boothroyd era un personaje diferente.
A partir de Goldfinger es referido simplemente como «Q», aunque en La espía que me amó es referido en diálogo una vez más como Major Boothroyd.
En la primera película, Dr. No, Boothroyd es interpretado por Peter Burton apareciendo en sólo una escena en la cual él reemplaza la pistola de Bond, una Beretta .25 por la pistola de mano Walther PPK (su arma insignia en la serie fílmica). Él posteriormente aparece en Desde Rusia con amor interpretado por Desmond Llewelyn, debido a conflictos de agenda Burton no pudo repetir su rol como Q. Llewlyn continuó repitiendo su papel en todos los filmes con excepción de Vive y deja morir hasta su muerte en diciembre de 1999.
En la serie fílmica, en The World Is Not Enough, Boothroyd estaba preparando su retiro, teniendo el estatus de retirado en el filme Die Another Day, aunque nunca se ha indicado en pantalla si el personaje está fallecido o no. En el videojuego 007 Racing, el personaje de «R» (John Cleese) menciona: «Q podría manejar mucho mejor que eso, ¡pero está muerto!».
En los filmes de James Bond, la relación entre Q y Bond suele ser de exasperación paternal ("¡Madura, 007!", o "¡Cállate la boca, 007!") contra la de una indiferencia casi de adolescente. La excepción es en Desde Rusia con amor en donde solo le presenta los gadgets y le indica cómo funciona el maletín. La relación entre Q y Bond fue establecida por el director Guy Hamilton en Goldfinger, explicándole a Llewelyn de que a «Q» le debe de desagradar la tendencia de Bond de abusar y de destruir sus gadgets. En ocasiones «Q» muestra una preocupación paternal por la seguridad y el bienestar de Bond como en el filme Licencia para matar en donde él secretamente le lleva varios gadgets a Bond a expensas del MI6, todo esto para que Bond pueda salir avante de su venganza personal contra el señor de la droga, Sánchez.
Los gadgets que Q le da a Bond son invariablemente destruidos como consecuencia del uso que Bond les da a estos, por lo que Q está constantemente exhortándole a Bond que haga un mejor uso de ellos. Esto puede parecer injusto debido a que varios de estos están hechos específicamente para explotar. Una de las frases características de «Q» es «Ahora ponga atención, 007» («Now pay attention, 007») a lo que Bond usualmente responde mostrando un instantáneo dominio del aparato que «Q» le da a él.
Aparte de los trabajos de laborario, «Q» ocasionalmente se ve con Bond en alguna misión de campo para entregarle personalmente alguno de los aparatos especializados para ayudarlo. Esto queda demostrado en Octopussy, en donde ayuda a Bond a poder llegar a Cult's Island y darle ayuda en la batalla final o en Licencia para matar, en donde Q hace equipo con Bond entregándole gadgets e incluso ayudándole operacionalmente aun a pesar de que él mismo había renunciado del Servicio Secreto Británico. En la mencionada película Q sigue llamando a Bond 007 aun a pesar de que él mismo había dimitido del MI6.
Películas
- Dr. No (1962)
- From Russia with Love (1963)
- Goldfinger (1964)
- Operación Trueno (1965)
- Sólo se vive dos veces (1967)
- On Her Majesty's Secret Service (1969)
- Diamonds Are Forever (1971)
- The Man with the Golden Gun (1974)
- La espía que me amó (1977)
- Moonraker (1979)
- For Your Eyes Only (1981)
- Octopussy (1983)
- A View to a Kill (1985)
- The Living Daylights (1987)
- Licencia para matar (1989)
- GoldenEye (1995)
- El mañana nunca muere (1997)
- The World Is Not Enough (1999)

#### John Cleese: 1999–2002
En The World Is Not Enough, el Major Boothroyd presenta a su asistente, interpretado por el comediante John Cleese. Su verdadero nombre no ha sido revelado pero en The World Is Not Enough es acreditado como «R» en parte a un chiste de Bond en donde él le pregunta a Boothroyd: «Si tu eres Q, entonces él debe de ser R».
En el intervalo entre The World Is Not Enough y Die Another Day al personaje de Cleese se le siguió refiriendo con el nombre de «R», especialmente en los videojuegos 007 Racing y en Agent Under Fire, aunque no todos los videojuegos son considerados canónicos. En Die Another Day se le conoció oficialmente como «Q» debido a la posterior muerte de Llewelyn en 1999. En el videojuego del 2004, James Bond 007: Everything or Nothing a Cleese también se le conoce como «Q».
Inicialmente es presentado como alguien torpe, hasta que «R» es promovido a «Q» él se vuelve más seguro de sí mismo, muy al estilo de su predecesor. Ambos comparten la misma actitud hacia su trabajo profesional.
En el videojuego, Everything or Nothing, el Q de Cleese tiene una asistente llamada Miss Nagai interpretada por Misaki Itō.
Películas
- The World Is Not Enough (1999) — como R
- Die Another Day (2002)

En el videojuego de 2010 007: Blood Stone, no se ve al Mayor Boothroyd, pero se menciona que Bill Tanner trabaja para la rama Q.

#### Ben Whishaw: 2012–
El personaje de Q no apareció en la película de 2006 Casino Royale ni tampoco en su secuela de 2008 Quantum of Solace. El intérprete de Bond en dichas películas Daniel Craig expresó su inquietud por la ausencia del personaje y expresó su esperanza de que Q volvería en Skyfall. En noviembre de 2011 se anunció que el actor Ben Whishaw interpretaría el papel. Whishaw, de 31 años en 2012, se convirtió en el actor más joven en interpretar el papel. En Skyfall, los gadgets de Q eran comparativamente simples, consistiendo en una radio miniaturizada y un arma codificada con la palma de Bond para que sólo Bond pudiera disparar el arma. Q demuestra estar muy bien informado sobre el tema de la seguridad informática hasta el punto que diseñó algunos de los protocolos de seguridad más sofisticados en existencia. Muestra desdén por los agentes de campo, creyendo que sus habilidades especiales son secundarias a las de él, pero reconoce su utilidad en determinadas circunstancias. Sin embargo, también es un poco corto de miras; mientras se encuentra enfrascado en el rompecabezas de un sistema de seguridad creado por Raoul Silva, el villano de la película, desconoce que inadvertidamente está facilitándole escapar de la custodia del MI6 hasta que Silva ya lo ha conseguido.
En   Spectre , Q inyecta a Bond con "sangre inteligente" que permitirá al MI6 rastrearlo en todo momento. Luego muestra un Aston Martin DB10 a Bond solo para decepcionarlo al revelar que fue reasignado a 009. Le proporciona a Bond un nuevo reloj, mientras insinúa que la alarma es "bastante fuerte" (finalmente se reveló que era explosiva en clímax de la película). También supervisa la restauración del Aston Martin DB5 de Bond después de los eventos de "Skyfall". Bond solicita a Q que lo ayude a desaparecer durante su tiempo de inactividad: a pesar de la desgana inicial, Q acepta y ayuda a Bond. Bond luego roba (y finalmente destruye) el DB10, para consternación de Q, aunque todavía lo cubre cuando M le pregunta a Q dónde se ha ido Bond. Similar a la ayuda de Q a Bond en 1989's "Licencia para matar", Q viaja a Austria para ayudarlo en el campo independientemente del MI6. Mientras está allí, deja atrás a los agentes de SPECTRE después de un anillo que finalmente decodifica, revelando la existencia de la organización. Q regresa a Londres para ayudar a Miss Moneypenny ya M a frustrar el lanzamiento del corrupto burócrata del MI6, Max Denbeigh, de la red de inteligencia Nine Eyes. Al final, le entrega a Bond su Aston Martin DB5 remodelado.
En "No Time To Die", se insinúa que Q es LGBT cuando Bond y Moneypenny interrumpen su preparación para una cena romántica para otro hombre. Él les proporciona a Bond y a la agente 00 Nomi un reloj que genera un pulso electromagnético y un dispositivo de mapeo de radar portátil, y les instruye sobre cómo operar el "pájaro sigiloso", un pequeño avión a reacción sumergible antes de que se infiltran en la base de Safin. Q se mantiene en contacto con Bond mientras busca en la base. Se une a M, Tanner, Moneypenny y Nomi en un brindis por la memoria de Bond al final de la película.

Películas
- Skyfall (2012)
- Spectre (2015)
- Sin tiempo para morir (2020)

### No oficiales

#### Geoffrey Bayldon: 1967
- Casino Royale (1967)

#### Alex McCowen: 1983
- Nunca digas nunca jamás (1983)